# Narendra Narayan
Narendra Narayan (Koch Bihar, 1841 – Koch Bihar, 1863) fu raja di Koch Bihar dal 1847 al 1863.

## Biografia
Nel 1845, venne adottato da suo zio, il raja di Koch Bihar, Shivenra Narayan, quando il figlio di questi morì ancora giovane. Alla morte dello zio, il 23 agosto 1847, venne intronato sul trono di Koch Bihar ma ottenne i pieni poteri solo nel 1860 quando raggiunse la maggiore età per governare. Nel frattempo il governo venne retto in suo nome da un consiglio di reggenza.
Fu il primo regnante di Koch Bihar a ricevere un'educazione in scuole inglesi. Ebbe due figli, Jatindra Narayan e Nripendra Narayan. Mentre Nripendra divenne poi raja di Koch Bihar, Jatindra divenne raja di Chitranjan e Rupnarayanpur. È noto per aver bandito la pratica del Sati durante il suo regno nel suo stato.
Fondò la Jenkins School di Koch Bihar nel 1861, che è una delle scuole più antiche del Bengala occidentale.
Nel 1862, in riconoscimento della sua fedeltà al British Raj, la regina Vittoria gli concesse il titolo personale di maharaja.
Morì il 6 agosto 1863 e venne succeduto dal figlio secondogenito Nripendra Narayan.
Il Narendra Narayan Park, giardino botanico fondato nel 1892 a Koch Bihar, deve il proprio nome a questo sovrano.